# Gotha G.VI
Gotha G.VI byl německý dvouplošný dvoumotorový bombardér vyrobený jako experimentální během první světové války firmou Gothaer Waggonfabrik AG.

## Historie
Záměrem konstruktéra Hanse Burkharda při návrhu tohoto letounu nesymetrické konstrukce, bylo snížit odpor vzduchu odstraněním jedné motorové gondoly. Vznikl tak letoun, který měl jeden motor s tažnou vrtulí v nosní části trupu a druhý motor s tlačnou vrtulí v jediné motorové gondole na pravé straně letounu, která měla ve přední části také střeliště.
První a jediný let letadla skončil katastrofou.

## Specifikace

### Technické údaje
- Posádka: 3 (1 pilot, 2 pozorovatelé/bombometčíci)
- Rozpětí: 23,70 m
- Délka: 12,36 m
- Výška:
- Nosná plocha: 98,50 m²
- Hmotnost prázdného letounu:
- Max. vzletová hmotnost:
- Pohonná jednotka: 2 × řadový šestiválec Mercedes D.IVa
- Výkon motoru: 260 k (191 kW)

### Výkony
- Maximální rychlost:
- Dolet:
- Dostup:
- Stoupavost:

### Výzbroj
- 2× kulomet Parabellum MG14 ráže 7,92 mm